# Andy Schmid
André Schmid, detto Andy, (Horgen, 30 agosto 1983) è un ex pallamanista e allenatore di pallamano svizzero, commissario tecnico della nazionale di pallamano maschile della Svizzera.

## Carriera

### Giocatore
Lega il suo nome al Rhein-Neckar Löwen, squadra tedesca nella quale ha militato dal 2010 al 2022 e dove ha vinto due Bundesliga, una Coppa di Germania e tre Supercoppe tedesche, oltre che ad essere eletto per cinque volte consecutive miglior giocatore della Bundesliga (dal 2014 al 2018).
È inoltre il capocannoniere all-time della nazionale svizzera, traguardo raggiunto il 16 gennaio 2024 nella partita contro la Macedonia del Nord valevole per il girone preliminare del Mondiale 2023: in quell'occasione Schmid mise a referto 12 reti, che gli consentirono di raggiungere quota 1.094 reti in nazionale, superando Marc Baumgartner fermatosi a 1.093.

### Allenatore
Si è ritirato a gennaio 2024 e a partire dall'estate del medesimo anno è diventato commissario tecnico della nazionale elvetica.

## Palmares

### Competizioni nazionali
- Nationalliga A: 2

ZMC Amicitia: 2007-08, 2008-09
- Handball-Bundesliga: 2

Rhein-Neckar Löwen: 2015-16, 2016-17
- Coppa di Germania: 1

Rhein-Neckar Löwen: 2017-18
- Supercoppa tedesca: 3

Rhein-Neckar Löwen: 2016, 2017, 2018
- Coppa di Svizzera: 1

Kriens-Luzern: 2022-23

### Competizioni internazionali
- EHF Cup: 1

Rhein-Neckar Löwen: 2012-13

### Individuali
- Nationalliga A: MVP del 2007-08, 2008-09, 2022-23
- Håndboldligaen: MVP del 2009-10
- Handball-Bundesliga: MVP del 2013-14, 2014-15, 2015-16, 2016-17, 2017-18
- Qualificazioni al campionato europeo maschile di pallamano 2020: capocannoniere (54 reti)
- Qualificazioni al campionato europeo maschile di pallamano 2022: capocannoniere (55 reti)